# Wood Green Chess Club
Wood Green Chess Club – angielski klub szachowy z siedzibą w Londynie, siedmiokrotny zwycięzca 4NCL, dziewiętnastokrotny zwycięzca National Club Championships.

## Historia
W 1987 roku klub po raz pierwszy wygrał National Club Championships. Przed utworzeniem 4NCL wygrał te mistrzostwa jeszcze w latach 1989, 1990 i 1993 (w późniejszym okresie zdobył to trofeum jeszcze w latach 1997–2000, 2002 i 2004–2013). Od sezonu 1994/1995 klub uczestniczył w pierwszej dywizji 4NCL, zajmując wówczas trzecie miejsce, identycznie jak rok później. W latach 1999–2000 i 2002 klub zdobył wicemistrzostwo ligi. W sezonie 2002/2003 zespół zdobył mistrzostwo 4NCL. W 2004 roku Wood Green Chess Club zajął drugie miejsce w lidze, a w latach 2005–2006 – pierwsze.
W 2008 roku miało miejsce połączenie klubów Wood Green Chess Club i Hilsmark Kingfisher, w efekcie czego w rozgrywkach ligowych zespół występował pod nazwą Wood Green Hilsmark Kingfisher. Ta drużyna wygrała 4NCL w sezonach 2008/2009, 2009/2010 i 2011/2012, a w latach 2011 i 2013–2014 zdobyła wicemistrzostwo. W 2018 roku zespół powrócił do nazwy Wood Green. W sezonach 2019/2020 i 2021/2022 klub zdobył wicemistrzostwo. W 2024 roku zespół zdobył tytuł mistrzowski. Rok później pierwsza drużyna zajęła drugie miejsce w 4NCL, a zespół młodzieżowy – trzecie.
Wood Green Chess Club był uczestnikiem rozgrywek o Puchar Europy, debiutując w sezonie 1989/1990. Zespół odpadł wówczas w drugiej rundzie po przegranej z Wektorem Nowosybirsk. W sezonie 1991/1992 również został wyeliminowany w drugiej rundzie, tym razem przez Gošę Smederevska Palanka
. W roku 1996 zespół zajął ostatnie, ósme miejsce w grupie eliminacyjnej. W 2018 roku klub został sklasyfikowany na 21. miejscu. W sezonie 2023 zajął 26. pozycję, a w roku 2024 – 28.

## Zawodnicy
Zawodnikami klubu byli m.in.:

- Jacob Aagaard[32]
- Michael Adams[33]
- Simen Agdestein[34]
- Ketewan Arachamia-Grant[35]
- Aleksandr Baburin[36]
- Étienne Bacrot[37]
- Juan Manuel Bellón López[38]
- Dávid Bérczes[39]
- Emanuel Berg[40]
- Wiktor Bołogan[34]
- Johan-Sebastian Christiansen[41]
- Viktorija Čmilytė[42]
- Pia Cramling[42]
- Aleksandr Czerniajew[32]
- Maciej Czopor[43]
- Jelena Dembo[44]
- Aleksiej Driejew[45]
- John Emms[46]
- Daniel Howard Fernandez[47]
- Robert Fontaine[48]
- Einar Gausel[44]
- Nicolai Getz[49]
- Stephen Gordon[39]
- Daniel Gormally[42]
- Jon Ludvig Hammer[37]
- Ravi Haria[50]
- Eldar Hasanow[51]
- Tiger Hillarp Persson[44]
- Jovanka Houska[39]
- David Howell[52]
- Harriet Hunt[34]
- Wasyl Iwanczuk[48]
- Sheila Jackson[46]
- Tibor Károlyi[34]
- Jekatierina Kowalewska[42]
- Klaudia Kulon[53]
- Bogdan Lalić[33]
- Viktor Láznička[32]
- Jonathan Levitt[46]
- Paul Littlewood[46]
- Andrew Martin[54]
- Neil McDonald[55]
- Luke McShane[56]
- Aleksandr Moroziewicz[57]
- Peter Heine Nielsen[42]
- Benjamin Arvola Notkevich[58]
- Malcolm Pein[46]
- Nicholas Pert[37]
- Richard Pert[59]
- Marijan Petrow[40]
- Regina Pokorná[59]
- Judit Polgár[45]
- Jonathan Rowson[52]
- Elvira Sachatowa[46]
- Sheila Barth Sahl[60]
- Jelena Sedina[42]
- John Shaw[32]
- Nigel Short[57]
- Ilja Smirin[45]
- Ivan Sokolov[42]
- Jonathan Speelman[57]
- Ana Srebrnič[61]
- Irene Kharisma Sukandar[62]
- Krisztián Szabó[39]
- Aleksiej Szyrow[42]
- Justin Tan[47]
- Aryan Tari[63]
- Bjørn Tiller[64]
- Mohamed Tissir[37]
- Siergiej Tiwiakow[45]
- Katarzyna Toma[65]
- Lawrence Trent[39]
- Matthew Turner[66]
- Jahongir Vohidov[63]
- Matthew Wadsworth[67]
- Christopher Ward[68]
- Yao Lan[51]